# Centaurea genesii-lopezii
Centaurea genesii-lopezii là một loài thực vật có hoa trong họ Cúc. Loài này được Fern.Casas & Susanna mô tả khoa học đầu tiên năm 1982.